# Astron (торговая марка)
Astron является самым крупным в Европе производителем зданий и сооружений из стали, используемых для промышленности, торговли, предпринимательства, спорта и отдыха. Astron имеет три завода в Люксембурге, Чехии и России и еженедельно выпускает 70 зданий, произведенных по индивидуальному заказу. Astron объединяет 15 компаний, в которых работает 1000 человек.
В 2005 Astron вошел в состав международной группы Lindab Group, которая занимается разработкой, производством и продажей продукции и системных решений из стали для упрощения строительных процессов и улучшения климата внутри помещений. Выручка Lindab Group в 2012 году составила 766,37 миллиона евро.
Головной офис компании расположен в Люксембурге в городе Дикирх. Открытие российского завода Astron в Ярославле состоялось 1 июля 2010 года.  Astron является членом Ассоциации индустриальных парков России.  24 мая 2013 года завод принимал гостей первого регионального Форума
Инвесторов. 

## Продукция
Astron проектирует и изготавливает по индивидуальному заказу стальные здания промышленного и коммерческого назначения, например, склады, производственные помещения, офисы, спортивные залы, гостиницы, супермаркеты. Возможно производство зданий и другого назначения. Здания поставляются в комплекте, который включает каркас, стеновые и кровельные системы, аксессуары для кровли (зенитные фонари, светопрозрачные панели, люки дымоудаления, скатные и коньковые гравитационные вентиляторы).
Свободный безопорный пролет зданий Astron может варьироваться от десяти до ста метров.
За 50 лет в Европе построено более 50 000 зданий Astron. Система управления качеством проектирования и производства сертифицирована по ISO 9001. Соответствие европейским стандартам качества подтверждает знак СЕ, вся продукция отвечает стандарту EN1090-2.

## История
1920: Основание материнской компании Astron «Commercial Shearing and Stamping» в США.
1962 год: Компания «Commercial Shearing and Stamping» начинает импорт стальных зданий из США в страны Европы. Открытие завода в г. Дикирх (Люксембург).
1965 год: Начало реализации стальных зданий Astron через региональные строительные компании — зарождение сети Партнеров-Строителей.
1969 год: Установка первой полуавтоматической линии производства несущих конструкций. Увеличение производственной мощности до 250 стальных зданий в год.
1979 год: Рост сети Партнеров-Строителей — 200 Партнеров-Строителей реализуют 800 стальных зданий в год.
1988 год: Разработка и начало использования программного продукта CYPRION (Сиприон) для расчета цены и создания эскизов стальных зданий.
1993 год: Получение сертификата ISO 9002 TÜV CERT. Производственные мощности составляют 1300 зданий в год.
2005: Astron входит в шведскую группу компаний Lindab.
2009: Astron открывает новый завод в г. Ярославле, Россия. Завод имеет 25.000 кв.м. производственных и складских площадей и выпускает до 800 тонн готовых зданий в неделю на двух независимых полуавтоматических сварочных линиях.
2011: Astron имеет офисы во всех странах Европы, в России и странах СНГ, странах Северной Африки. Представительства компании учреждены в 13 странах. 3 завода Astron выпускают 2000 зданий в год.